# Guaimaca (kommun)
Guaimaca är en kommun i Honduras.   Den ligger i departementet Departamento de Francisco Morazán, i den centrala delen av landet, 60 km nordost om huvudstaden Tegucigalpa. Antalet invånare är 20 791.